# Martin Böcker
Martin Böcker (* 1958 in Wetter (Ruhr)) ist ein deutscher Organist.

## Leben
Böcker studierte evangelische Kirchenmusik in Herford (A-Examen). Er ergänzte seine Ausbildung durch ein Orgel- und Cembalostudium am Stedelijk Conservatorium in Arnhem. 1987 wurde er zum Kantor an Ss. Cosmae et Damiani zu Stade und zum Kreiskantor des Kirchenkreises Stade berufen. Dort gründete 2002 die Orgelakademie Stade und war bis 2024 deren künstlerischer Leiter. Böcker ist seit 1995 Orgelsachverständiger der Landeskirche Hannover für alle Kirchenkreise entlang der Elbe von Buxtehude bis nach Cuxhaven.
Böcker war zunächst Dozent an der Hochschule für Künste Bremen. An der Hochschule für Musik und Theater Hamburg wurde er 2015 zum Professor für Orgel, Orgelimprovisation und Orgelbaukunde berufen.  Er konzertierte in vielen europäischen Ländern und Asien.
Er arbeitet auch als Arrangeur und Herausgeber von Kompositionen von César Franck und Hans Leo Haßler.

## Veröffentlichte Datenträger (Kleine Auswahl)
- Josef Rheinberger: Messe A-Dur op.126 für Frauenchor & Orgel. Furtwängler-Orgel St. Petri Buxtehude. Nomine 2015.
- Orgelschätze im Alten Land  Arp-Schnitger-Orgel St. Mauritius zu Hollern. Ambitus, 2011.
- Samuel Scheidt: Das Orgelwerk Vol. 3.  Historische Orgel St. Nicolai Borstel. Fagott 2010.
- Die historischen Orgeln in Hollern und Twielenfleth.  Arp Schnitger-Orgel St. Mauritius Hollern. ASK 2009.
- Meiner Seel' den Herrn erhebet. Musik zu Advent & Weihnachten aus Renaissance und Barock. Mit Annegret Kleindopf. Ambitus, 2005.
- Orgelkunst in Harsefeld. Orgel St. Marien und Bartholomäus zu Harsefeld. Classico 2003.
- Bach in St. Cosmae. Huß-Orgel & Arp-Schnitger-Orgel Ss. Cosmae et Damiani zu Stade. Classico 2000.
- Hans Leo Hassler: Orgelwerke.  Orgel Norrfjärden (Schweden). Ambitus 1999.
- Hans Leo Hassler: Motetten & Orgelwerke. Schnitger-Orgel St. Cosmae Stade. classic production osnabrück 1999.
- Vincent Lübeck: Sämtliche Werke für Orgel & Cembalo. Cembalo & Orgel (Ss. Cosmae et Damiani & St. Wilhadi in Stade). Ambitus 1997.

## Werke (Auswahl)
- Martin Böcker, Peter Golon: Die Orgel-Stadt Stade. Weltberühmte Orgeln und 600 Jahre Orgelbau. Buch mit CD. Orgelakademie, Stade 2004, ISBN 3-931879-30-5.